# Bujanovics Gyula (táblabíró)
Aggteleki Bujanovics Gyula (Eperjes, 1807. október 26. – 1856) hivatalnok, táblabíró, törvényszéki jegyző.

## Élete
Bujanovits Vince és Foltinovits Franciska fiaként született, 1807. október 31-én keresztelték. Az eperjesi kerületi tábla jegyzője volt. 1841-ben a tiszántúli kerületi táblához került. 1847-ben országgyűlési követté választották.

## Művei
- Ode dno Danieli Kmeth dum diem patrono suo sacram recoleret in tesseram gratitudinis oblata. Cassoviae, 1824.
- Öröm érzés, melyet midőn nagym. vásáros-náményi öregebb l. b. Eötvös Ignácz fiát, ifj. Eötvös Ignáczot, Sárosvármegyének főispáni székébe beiktatná. Uo. 1827.
- Winterblüthen, dem Grafen Adam Reviczky gewidmet. Pesth, 1829.
- Frühlings-Blumen. Sr. Apost. Majestät Ferdinand V. König von Ungarn. Ofen, 1831.
- Echo ex oris resonans Sarosiensibus dum ill. Emericus Péchy consil. aulicus inclyti comitatus Zagrabiensis supremus ter fauste auspicaretur fasces. Eperjesini, 1847.